# Johann Baptist Rusch
Johann Baptist Rusch (* 7. Februar 1886 in Appenzell; † 24. November 1954 in Bad Ragaz) war ein Schweizer Redaktor und wertkonservativer Publizist.

## Leben
Rusch war von 1909 bis 1911 Redaktor beim Sarganserländer, von 1911 bis 1917 Redaktor beim Aargauer Volksblatt und von 1918 bis 1954 Alleinredaktor und Besitzer der Verlagsrechte der Wochenzeitung Schweizerische Republikanische Blätter. 1918 beteiligte sich Rusch an der Gründung der Vereinigung Schweizerischer Republikaner, von der er sich 1924 distanzierte. Er verfasste historische und literarische Werke.